# Pierre Gamarra
Pour le metteur en scène péruvien homonyme, voir la page en espagnol, Jean Pierre Gamarra (es)
Pour les articles homonymes, voir Gamarra (homonymie).
Œuvres principales
- La Maison de feu (1948)
- Le Maître d'école (1955)
- Les Équipiers de la Berlurette (cycle, 1957-1961)
- La Mandarine et le Mandarin (1970)
- Mon cartable

Compléments
- Directeur de la revue Europe

- Site officiel

Pierre Gamarra est un écrivain français né à Toulouse le 10 juillet 1919 et mort à Argenteuil le 20 mai 2009. Il est  romancier et poète. En tant que critique, son nom se trouve largement associé à la revue Europe, de 1949 à 2009. Ses œuvres, qui abordent pratiquement tous les genres, comprennent également des essais et des pièces de théâtre.
Pierre Gamarra est particulièrement connu à travers son œuvre pour la jeunesse, fréquemment enseignée dans les écoles, ainsi que pour les liens que sa poésie et ses romans entretiennent avec Toulouse, le Languedoc et la France du Sud-Ouest.

## Biographie
Né à Toulouse  en 1919, Pierre Gamarra a des origines basques et languedociennes. Il est d'abord instituteur, puis journaliste.

Pendant la libération de Toulouse, en août 1944, Pierre Gamarra fait paraître Vaincre, journal des FTPF-FFI, dans les locaux de la Dépêche du Midi, rue Bayard.

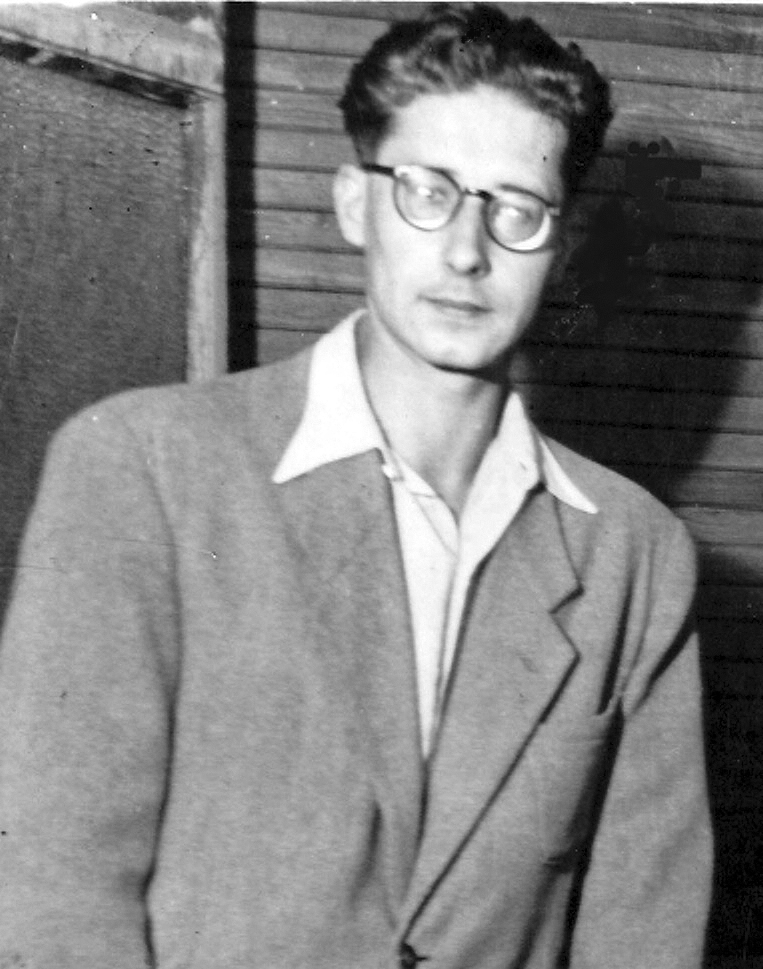
Pierre Gamarra dans les locaux du Patriote du Sud-Ouest, à Toulouse en 1945.

 Au lendemain de la Libération, dans cette même ville, il participe, avec un groupe d'anciens résistants, à la création de la Librairie de la Renaissance. Il poursuit son engagement résistant en militant au Parti communiste, auquel il adhère en 1944. De 1944 à 1949, il est journaliste au quotidien Le Patriote du Sud-Ouest, dont il est le premier rédacteur en chef.
Il est, à Lausanne en 1948, le lauréat du premier Prix international Charles Veillon, pour son premier roman La Maison de feu,. Le jury, présidé par André Chamson, rassemble notamment les écrivains Vercors, Franz Hellens et Louis Guilloux,. Le roman est publié la même année, en Suisse par les Éditions de la Baconnière et en France par les Éditions de Minuit. Il évoque le Toulouse des années trente.
En 1949, Pierre Gamarra est sollicité par Jean Cassou, André Chamson et Aragon pour prendre, à Paris, la responsabilité de la rédaction de la revue littéraire Europe,, sous la direction de Pierre Abraham, auquel il succédera à la tête de la revue. De 1949 à sa mort, en 2009, il tient dans Europe une chronique littéraire, « La Machine à écrire » : il y rend compte de parutions françaises et étrangères, et notamment de la littérature des « petits pays », que la revue s’efforce de faire découvrir. Il sera également en tant que critique littéraire un collaborateur régulier de l'hebdomadaire de la CGT, La Vie ouvrière.
Il a été vice-président du PEN club français sous la présidence de Jean Blot (1999-2005) et membre honoraire de l'Académie de Montauban.
Pierre Gamarra a été pendant douze ans conseiller municipal d'Argenteuil, plus particulièrement chargé des affaires culturelles. Il a vécu dans cette ville à partir de 1951, après avoir habité deux ans dans le 9e arrondissement de Paris, au 42, rue d'Amsterdam.
Son urne funéraire a été déposée le 30 mai 2009 au cimetière de Bessens, village du Tarn-et-Garonne où il a longtemps vécu.

## Aperçu de l'œuvre
Pierre Gamarra est souvent présenté comme « un écrivain occitan de langue française »,. Son œuvre, traduite en plus de vingt langues, compte près de quatre-vingts ouvrages.
Pierre Gamarra est considéré comme l'un des plus intéressants auteurs français pour la jeunesse, que ce soit en prose ou en poésie.
Ses fables — La Mouche et la Crème, par exemple — et ses poèmes, dont le célèbre Mon cartable, sont particulièrement connus des écoliers. En effet, les enseignants et les manuels de littérature et de français puisent souvent dans son œuvre poétique ; ils y trouvent par exemple des fables, que l'Encyclopedia Britannica place dans la lignée de La Fontaine, ou bien des assonances mnémotechniques aux airs de comptine. Cette partie de son travail correspond notamment au désir de communiquer aux jeunes lecteurs le goût de la lecture et des mots,.
Son travail pour la jeunesse se compose également de contes et de romans. Pierre Gamarra est ainsi l'un des auteurs « fétiches » des Éditions la farandole, dont il ouvre presque le catalogue avec La Rose des Karpathes (1955). Ses romans pour la jeunesse parus dans la collection « Mille épisodes », tels le cycle des « Équipiers de la Berlurette » (1957-1961) ou Le Capitaine Printemps (1963), gagnent rapidement un public fidèle qui apprécie ses histoires ancrées dans un réel mâtiné d'aventures.
Son roman L'Aventure du Serpent à Plumes reçoit le Prix Jeunesse en 1961.
Plus généralement, dans l'ensemble de son œuvre romanesque, Pierre Gamarra est reconnu pour son art de restituer les couleurs et les atmosphères,. En outre, plusieurs de ses romans reposent en partie sur la volonté de créer le suspense : par exemple, ses romans policiers, Six colonnes à la une (1966), situé à Toulouse, et L’assassin a le Prix Goncourt (1950), dont l'action se déroule autour de Moissac ; ou encore Le Capitaine Printemps (1963), qui est, selon Marc Soriano, un des « rares mais très beaux livres (de la littérature pour la jeunesse) sur la guerre et la Résistance».
En 1955 paraît Le Maître d’école, qui sera l’un de ses romans les plus connus, ; c'est l’histoire de Simon Sermet, instituteur laïque dans le Midi languedocien.
Pierre Gamarra est aussi l'auteur d'une trilogie romanesque sur Toulouse : Les Mystères de Toulouse (1967), L’Or et le Sang (1970) et 72 soleils (1975).
En 1973, son roman Les Coqs de minuit (1950), situé dans le Quercy aveyronnais durant la Révolution, est adapté pour la télévision par Édouard Logereau. Le film, en trois épisodes diffusés par FR3, a été tourné aux environs de Najac, avec Claude Brosset dans le rôle principal.
Pierre Gamarra a obtenu en 1985 le Grand Prix de la Société des gens de lettres pour le roman Le Fleuve palimpseste.

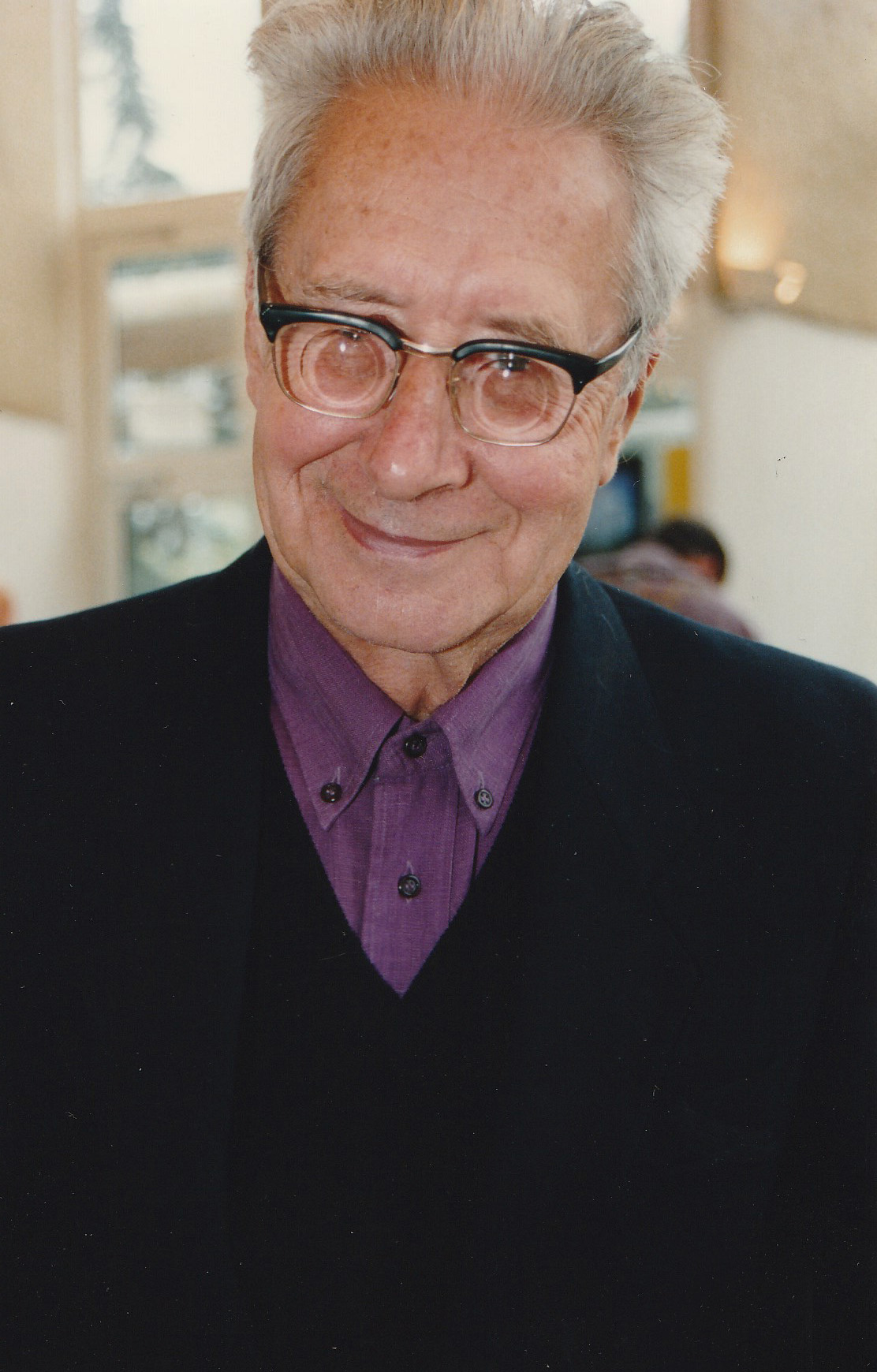
Pierre Gamarra en 1994 à Saint-Dié

Son œuvre poétique est également saluée comme étant « un véritable chant d'amour » et a pu être décrite comme suit : « Pleine d'images, de cris, de chants, de rires et de pleurs, son clavier est riche et profondément humain. Poésie foisonnante et colorée (…), qui trouve, pour exprimer la joie de vivre, des vers où l'on perçoit parfois, sourde et cruelle, l'épine de la douleur. »
En 2000, le comédien Michael Lonsdale crée un spectacle autour de poèmes de Pierre Gamarra sur l'Espagne.

## Prix et distinctions
- 1943 : Prix de poésie Hélène Vacaresco pour Essais pour une malédiction[35] ;
- 1944 : Prix du Conseil national de la Résistance ;
- 1948 : Prix Charles Veillon pour La Maison de feu ;
- 1961 : Prix Jeunesse pour L'Aventure du Serpent à plumes ;
- 1972 : (international) « Honor List »[36], de l' IBBY, pour La Mandarine et le Mandarin ;
- 1985 : Grand Prix SGDL du Roman.

## Hommages et postérité

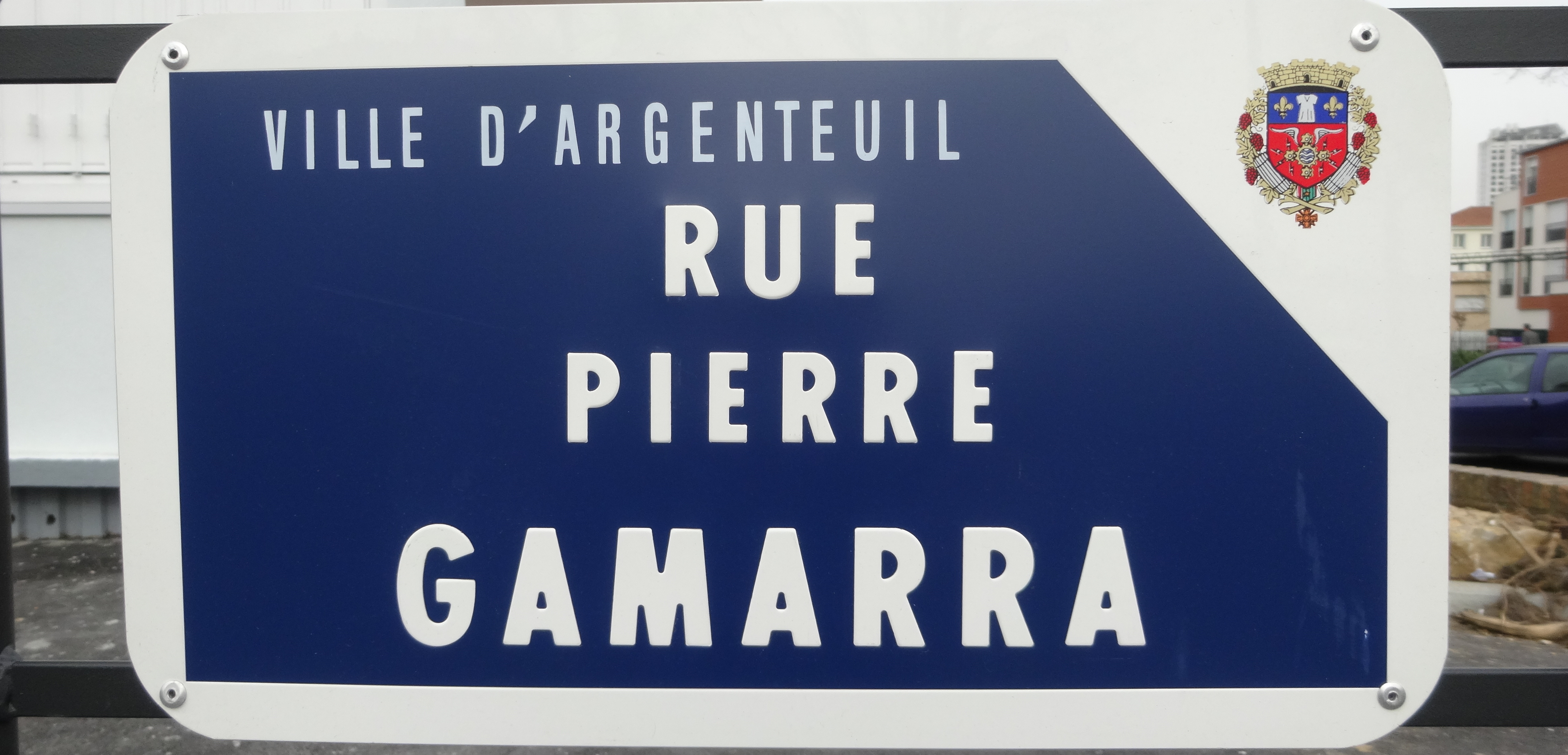
Plaque de la rue Pierre-Gamarra, à Argenteuil.

Le nom de Pierre Gamarra a été donné à une école à Montauban, à un groupe scolaire à Bessens ; à deux rues, l’une à Argenteuil  et l’autre à Montauban ; à une impasse à Boulazac ;  à deux bibliothèques, l'une, depuis 1995, à Argenteuil, et l'autre à Andrest.
Il existe une Association des amis de Pierre Gamarra, qui a publié une anthologie à la veille du centenaire de la naissance de l’écrivain et qui anime le site officiel qui lui est consacré.

## Œuvres

### Poésie pour la jeunesse
- La Lune dans ton sac, Amis de Pierre Gamarra (APG), 2018 (s.l.) — Le recueil contient notamment, dans une section « jeunesse », Mon cartable, Le Triangle équilatéral, Est-ce faux, est-ce vrai ? (voir également plus bas en Poésie).
- Mon cartable et autres poèmes à réciter, ID-livre, coll. « Pierre Gamarra raconte… », 2006, ill. Bernard Lafont  — Le recueil reprend notamment Mon cartable, La Pendule, La Chanson de la faute d'orthographe[k], Cherchez le Z et Mon école.
- Des mots pour une maman, Éditions ouvrières, coll. « Enfance heureuse », 1984  — Le recueil contient notamment L'Avenir, La Voix de ma mère, Je te souhaite, Un poème pour toi[l] et Le Monde dans mes mains[l].
- Rondes de la jungle et d'ailleurs, Éditions La Farandole (LF), 1980, ill. Tamas Szecsko
- Voici des maisons, 1979, LF, ill. Erika Uraï
- La Tarte aux pommes, L’École des Loisirs, 1977  — Le recueil contient notamment Des yeux pour voir et Écoute.
- ABC, LF, 1976, ill. Karoly Reich
- La Fête des costumes, LF, 1975, ill. Erika Uraï
- Corbeau vole ! Hachette, coll. « Le Vert Paradis », 1974, ill. Yutaka Sugita (ja)
- Des mots pour les animaux, LF no 307, coédité avec les Éditions Corvina, Budapest, 1974, ill. Karoly Reich (hu)
- Chansons de ma façon, LF no 124, 1963, ill. René Moreu  — Le recueil contient notamment La Pendule.

### Recueils de fables
- Salut, Monsieur de la Fontaine : Fables nouvelles, Éditions Art, 2005, 94 p. ill. Frédéric Devienne — Le recueil contient notamment Le Moqueur moqué, ainsi qu’une postface sur l’art de la fable.
- La Mandarine et le Mandarin, LF no 227, 1970, ill. René Moreu  — Le recueil contient notamment Le Cosmonaute et son hôte, Le Lapin et le Latin, La Mouche et la Crème, Le Ski et La Pomme.

### Contes
- Les Vacances de Tonton 36, ID-livre, coll. « Pierre Gamarra raconte… », 2006, ill. Marco Conti Šikić et Francesca Protopapa
- Chantepierre et Gras-gras-gras, LF, 1973, ill. par des enfants des Hautes-Pyrénées et par René Moreu[45]
- La Tisane arc-en-ciel, LF, 1977, ill. Gerhard Lahr (de)
- Les Mots enchantés, Éditeurs français réunis (EFR), 1952, ill. Zuka
- La Petite Fille et la Colombe, éd. Comité mondial du Congrès des partisans de la paix (Paris), 1950

### Romans et récits pour la jeunesse
- Le Chat Moustache et ses amis de toutes les couleurs, ID-livre[m], coll. « Pierre Gamarra raconte… », 2005, ill. Marco Conti Šikić et Francesca Protopapa — Nouvelle édition, modifiée, de Moustache et ses amis, LF no 292, 1974, ill. Annick Desmier

- Les Aventuriers de l'alphabet, Éditions Mango, 2002
- Douze tonnes de diamant, LF coll. « Mille épisodes », 1978
- On a mangé l'alphabet, Bordas coll. « Aux quatre coins du temps », 1978, ill. Georges Lemoine
- 50 000 dollars de chewing-gum, LF, 1977, ill. Catherine Cambier
- La Fête chez Peluchette, Hachette, 1976, ill. Makoto Obo
- Peluchon et ses amis, Hachette, 1976, ill. Makoto Obo
- L'Énigme du Capitole, LF coll. « Mille épisodes », 1968
- Six colonnes à la une, Laffont coll. « Plein Vent », 1966 — Repris en Folio Junior, 1980 puis chez Pocket, 1997
- Le Pharaon de Blagaron, LF no 149 coll. « Mille épisodes », 1964
- Le Capitaine Printemps, LF no 132 coll. « Mille épisodes », 1963
- L'Aventure du Serpent à Plumes, Bourrelier, coll. Marjolaine, 1961, ill. Philippe Daure, Prix Jeunesse 1961 — Réédité aux éditions La Farandole, LF no 256 coll. « Mille épisodes », 1973
- Berlurette contre Tour Eiffel, LF no 100 coll. « Mille épisodes », 1961, (cycle Les Équipiers de la Berlurette, III), ill. Daniel Billon
- Le Trésor de Tricoire, LF no 82 coll. « Mille épisodes », 1959, (cycle Les Équipiers de la Berlurette, II), ill. René Garcia— Réédité précédé de Le Mystère de la Berlurette, Éditions de la Farandole, 1969, ill. René Moreu
- Le Mystère de la Berlurette, LF no 50 coll. « Mille épisodes », 1957, (cycle Les Équipiers de la Berlurette, I), ill. René Garcia — Rééditions La Farandole : 1969, suivi du Trésor de Tricoire, ill. René Moreu ; 1979, ill. Jean Garonnaire
- La Rose des Karpathes, LF no 2, 1955, ill. Mireille Miailhe

### Romans
- L’Empreinte de l'ours, De Borée (Sayat), 2010[46]  (ISBN 9782844949899)
- Les Coqs de minuit suivi de Rosalie Brousse, De Borée, réédition 2009  (ISBN 9782844949097) — Repris en coll. «Terre de poche» (8 juillet 2016) ; fiche en ligne  (ISBN 978-2-8129-1833-9)
- Le Maître d'école suivi de La Femme de Simon, De Borée, réédition 2008[47]
- La Victoire de l'ourse, Loubatières (Portet-sur-Garonne), 2005
- Les Révoltés de ventôse, Éditions des Veillées, 1998
- Les Nuits de la Bastille, Messidor, 1988
- Les Lèvres de l'été, Messidor, 1986
- Le Fleuve palimpseste, PUF  (ISBN 978-2130385868), 1984, Grand Prix 1985 de la Société des gens de lettres pour le roman
- Cantilène occitane, Éditeurs français réunis (EFR), 1979 repris en Folio (Gallimard) (1992)  (ISBN 2-07-038502-7)
- 72 soleils, EFR, 1975
- L'Or et le Sang, EFR, 1970
- Les Mystères de Toulouse, EFR, 1967 — Repris dans la Bibliothèque Marabout (Verviers) (1978)
- Solo, EFR, 1964
- Rhapsodie des Pyrénées, EFR, 1963[46]
- La Femme de Simon, EFR, 1962[47]
- Les Jardins d'Allah, EFR, 1961 — Réédition Le Temps des Cerises, 2020[48]
- Le Maître d'école, EFR, 1955[47] — Repris en Folio (Gallimard) (1994)
- Rosalie Brousse, EFR, 1953
- La Femme et le Fleuve, Éditions de la Baconnière (Neuchâtel), 1951
- Les Lilas de Saint-Lazare, EFR, 1951
- L'assassin a le prix Goncourt, Éditions S.E.P.E coll. « Le Labyrinthe», 1950[49] — Repris par EFR coll. « Énigme autour du monde » (1968) puis chez Messidor/LF (1986)
- Les Enfants du pain noir, EFR, 1950, repris aux Éditions De Borée, coll. « Terre de poche » (2013)  (ISBN 2812908491)
- Les Coqs de minuit, Éditions de la Baconnière, 1950 — Adapté pour l'écran en 1973.
- La Maison de feu, Éditions de la Baconnière/Éditions de Minuit, 1948, frontispice de Géa Augsbourg, Prix international Charles Veillon 1948 — Rééditions EFR, 1969, 1970, 1973 ; Messidor, 1987 ; De Borée coll. «Terre de poche» (2014)  (ISBN 9782812911491), préface de Michel Besnier ; (détail des éditions du livre sur Worldcat)

### Recueils de nouvelles
- Le Village, Éditions Henry (Montreuil) coll. « La Vie, comme elle va », 2012  (ISBN 978-2-36469-027-1) — [Présentation en ligne sur le site de l'éditeur]
- La vie est belle, Messidor, 1991
- Les Amours du potier, EFR, 1957
- Les Mains des hommes, Éditions Connaître (Genève), 1953 ill. Marc Saint-Saëns

#### Hors recueil
- Un cadavre de boue et Mange ta soupe, in Le Patriote du Sud-Ouest, 1944, Prix du Conseil national de la Résistance

### Poésie

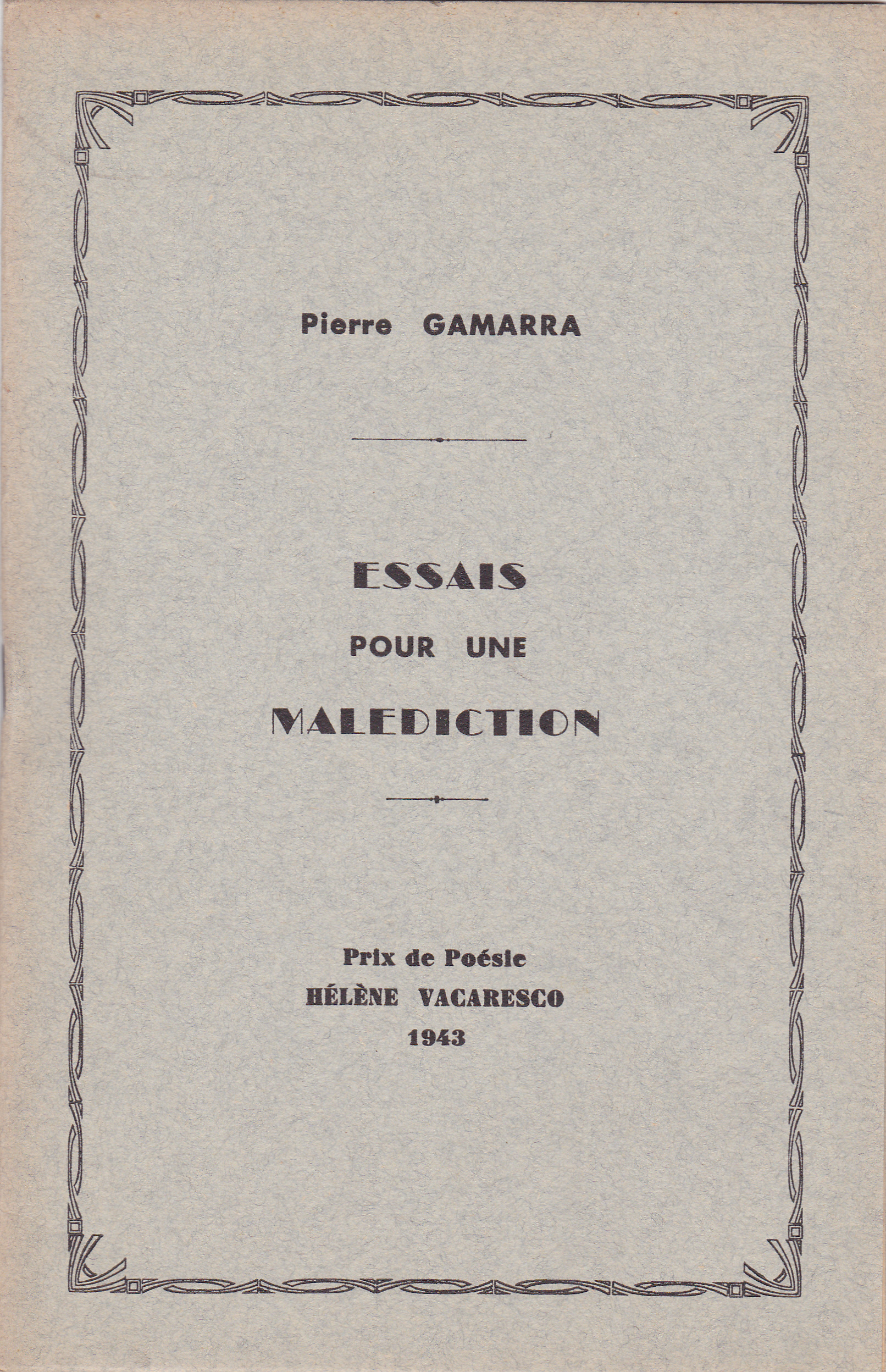
Premier livre publié de Pierre Gamarra.

- La Lune dans ton sac, Amis de Pierre Gamarra (APG), 2018 (s.l.), avant-propos de S. Devienne-Gamarra, ouvrage illustré de documents d’archives (photos, manuscrits), de dessins de l’auteur et de planches de F. Devienne, 126 p. (ISBN 979-10-699-2186-3) — Présentation en ligne
- Mon pays, l'Occitanie, Les Cahiers de la Lomagne (Lavit), 2009, ill. Éléonore Cassaigneau
- Pouchkine, Encres vives (Colomiers), coll. « Encres Blanches », 2004, ill. Frédéric Devienne
- Le Monde irréel, Encres vives, coll. « Encres Blanches », 2004, ill. Frédéric Devienne
- Rugby, Éditions La Malle d’Aurore (Tarbes), 2000, postface de Thomas Castaignède
- Romances de Garonne, Messidor, 1990
- Oc, Éditions Rougerie (Mortemart), 1984
- Le Sorbier des oiseaux, EFR, coll. « Petite sirène », 1976
- Un chant d'amour, Armand Henneuse (Lyon), 1959
- Chanson de la citadelle d'Arras, Au Colporteur, 1951[n]
- Essais pour une malédiction, chez l'auteur (Toulouse), 1944, Prix Hélène Vacaresco 1943

### Biographies
- Notre ami Jules Verne, Le Temps des Cerises, 2005
- Notre amie George Sand, Le Temps des Cerises, 2004
- L'Ami Victor Hugo, Le Temps des Cerises, 2001  — Nouvelle édition, modifiée, de La Vie prodigieuse de Victor Hugo, Messidor, 1985

#### Biographies romancées
- Vie et prodiges du grand amiral Zheng He, Éditions Mazarine, 2000
- Vasco Núñez de Balboa, découvreur de l'Océan du sud, Le Temps des Cerises, 1994
- La Vie fabuleuse de Cristóbal Colón, Messidor, 1992

### Essais
- Histoire de la laïcité, ID-livre Jeunesse, coll. « Pierre Gamarra raconte… », 2005
- L’éducation civique, c'est quoi aujourd'hui ? (avec Bernard Épin), Éditions La Farandole, 1985 ill. Daniel Maja, postface d'Albert Jacquard
- Mes lectures pour tous, Temps Actuels, 1980
- La lecture, pour quoi faire ? Casterman, 1974
- Ombre et lumière d’Espagne : Chronique d'un reportage (pl), EFR, 1961

#### Articles
- Collaborations à Europe : accès en ligne, sur Google Scholar

### Préfaces d’ouvrages
- Anne Talvaz, Ce que nous sommes, L'Act Mem, 2010[o]
- La Mère et l'Enfant, les plus beaux poèmes, choix et préface de Pierre Gamarra, Temps Actuels, 1985
- Poèmes choisis de Paul Éluard, choisis et présentés par Pierre Gamarra et Rouben Mélik, Temps Actuels, 1982
- Œuvres complètes de Louis Pergaud, Club Diderot du Livre, 1970 — Préface reprise pour La Guerre des boutons, Éditions Messidor, 1991
- Jacqueline et Raoul Dubois, Littérature, presse, enfance et jeunesse : Bibliographie, Comité français du cinéma pour la jeunesse, 1968
- « L'Ouvrier et la Mer » : Victor Hugo, Les Travailleurs de la mer, Club des Amis du Livre Progressiste, 1966 (p. I-XIX)
- Jean-Richard Bloch : …et Compagnie, introduction par Romain Rolland, Club des Amis du livre progressiste, 1963
- Louis Pergaud, De Goupil à Margot, Club du Livre Progressiste, 1960, notice bibliographique par Eugène Chatot
- Pages bulgares : Christo Botev, Ivan Vazov, Eline Péline et al., Éditions Seghers, 1956
- Guy de Maupassant, Contes et Nouvelles, Éditions Connaître, Genève, 1952

### Arts de la scène
Classement selon la date de création 

#### Théâtre pour la jeunesse
- Opéra de la soupe, 1998, théâtre de Pont-Audemer, musique Rudolf Schmidt
- La Rose des Karpathes, version pour la scène du conte du même titre
- Le Pont sur la Clarinette (comédie en quatre tableaux), 1990 : Odyssud (Blagnac) par la troupe Fabula Théâtre, mise en scène Michel Coulet
- La Rose tsigane, 1983 : École-théâtre d'Andrest et Foyer de Juillan
- Le Pont sur la Clarinette, avril 1972, mise en scène de César Gattegno
- En passant par la Louisiane ou Josué Trompette, 1972 : théâtre Gérard Philipe (Saint-Denis) (TGP) par la Compagnie Bazilier
- Vingt-mille lieues sous les mers, adaptation pour la scène, d'après Jules Verne, 1971
- Billy the Kid (comédie-western), 1969 : TGP, mise en scène Daniel Bazilier
- La Classe enchantée, 1969 : salle Gaveau (Paris), musique Rudolf Schmidt
- Le Roi Mirliton (comédie féerique en trois actes), 1967 : théâtre Mossoviet (Moscou) sous le titre Karol Fanfaron, mise en scène Nina Mikhoels (en)—(BNF 39462752)

#### Théâtre et dramatiques radio

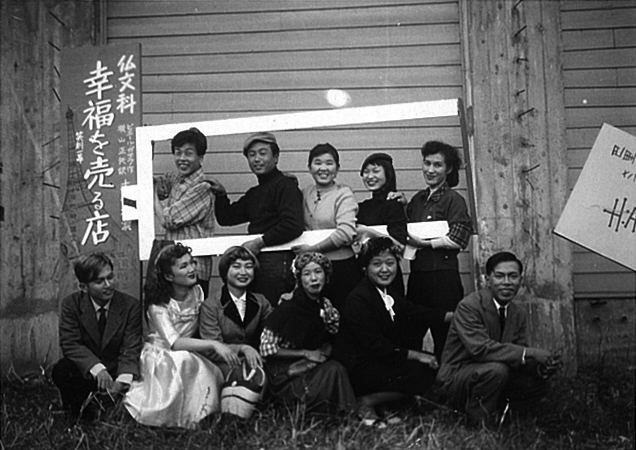
Troupe d'étudiants de l’université de Keio à la première de Bonheur and Co de Pierre Gamarra, Tokyo, 1956.

- Bonheur and Co (comédie-bouffe en un acte), 1956, création à Tôkyô
- La Fortune des Mora (trois actes), 1956, diffusion à la Radiodiffusion-télévision française
- La Dame de la place Masséna, pièce radiophonique

#### Poésie mise en scène
- Passion de l'Espagne[34], interprétation par Michael Lonsdale, musique de Stephan Leach interprétée par le trio Polycordes, 2000

### Traductions et adaptations

#### Traductions
- Nicolas Guillén : Avec ce cœur, je vis[q], traduit de l'espagnol (avec une préface), EFR coll. « La Petite Sirène », 1976

#### Adaptations en français
- Gunilla Bergström: Les Fariboles de Bolla, traduit du suédois par Marianne Hoang, ill. Gunilla Bergström, LF, 1981
- Agnia Barto : Les Jouets, adapté du russe, LF, 1979 (Livre dépliant avec des images de L. Maiorova)
- Yevi : Au diable la guerre, traduit de l'hébreu par Ilan Halévi, préface de Amos Kenan (he), EFR, coll. « La Petite Sirène », 1971
- Samouil Marchak : Le Souriceau pas sot (LF, 1972) et Le Chat qui se cacha (LF, 1964), adaptés du russe
- Czesław Janczarski (pl) : La Maisonnette d’Annette, adapté du polonais, LF, 1969
- Maria Terlikowska (pl): Voici Agathe, adapté du polonais, LF, coll. « Mille Couleurs», 1966
- Korneï Tchoukovski : Le Soleil volé, adapté du russe, LF, 1964
- Czesław Janczarski (pl) : La Journée des quatre lutins, adapté du polonais (titre original : Cztery małe krasnoludki), LF, coll. « Mille Couleurs», 1964, ill. Halina Gutsche (pl)

##### Au sein d’ouvrages collectifs
- La Poésie arménienne : Anthologie des origines à nos jours, EFR, 1973, sous la direction de Rouben Mélik
- Le Trésor de l'Homme : Contes et images du Viêt Nam, LF, 1971 ; adaptations de B. Tanaka, Pierre Gamarra et M. Gansel
- Anthologie de la poésie vietnamienne : Poèmes du patrimoine classique (depuis le XIIIe siècle), puis poèmes du Nord-Viêt Nam et du Sud-Viêt Nam, EFR, 1969 ; avant-propos de Che Lan Vien (vi); traduction/adaptation par Pierre Gamarra, Jacques Gaucheron, Madeleine Riffaud, Armand Monjo, Georges Boudarel, Juliette Darle, Maurice Bruzeau et Henri Bassis
- Le Destin de la Géorgie, poèmes de Nikoloz Baratachvili (édition bilingue), EFR, 1968, traduction du géorgien par Gaston Boitchidzé et Serge Tsouladzé ; adaptations par Max-Pol Fouchet, Pierre Gamarra, Jacques Gaucheron et Guillevic
- Cinq poètes polonais : Władysław Broniewski, Konstanty Ildefons Gałczinski [Gałczyński], Jarosław Iwaszkiewicz, Leopold Staff, Julian Tuwim, Seghers, coll.« Autour du Monde » no 33, 1956, 88 p. —Traductions de Charles Dobzynski, Pierre Gamarra, François Kerel, René Lacôte et Pierre Seghers — Préface de Charles Vildrac

### Participations à des ouvrages collectifs
- « Le Tigre de Mont-de-Marsan», en préface à L'Histoire du Tigre, ouvrage créé par des enfants de Mont-de-Marsan d'après le personnage du récit de Pierre Gamarra, le Chat Moustache, illustrations par les enfants et par Francesca Protopapa, 2008
- Le Victor Hugo illustré, catalogue de l'exposition édité par le Musée de l'Histoire vivante, 2002 ; textes de Pierre Gamarra, Christian Gattinoni, Bertrand Tillier et Didier Daeninckx
- 13, rue Carença, 31000 Toulouse, roman collectif, Éditions du Ricochet, 2000
- « Je t'aime » in Plumes de paix : Vingt-sept créateurs de livres de jeunesse déclarent la guerre à la guerre, Messidor/La Farandole, 1991
- « Une rose dans la neige » in Onze nouvelles inédites, Hachette, coll. « Lectures », 1989, présentation par Michel Barbier
- « Ce maître nous enseignait la République…» in Histoires d'école, préface de Claude Santelli, textes et témoignages de Claude Coulbaut, Fernand Dupuy, Bernard Epin, Jacqueline Held, Paulette Pellenc, Christian Poslaniec et Ernestine Ronai, Messidor/LaFarandole, 1982, ill. Pef
- « Leçon », ill. Jean Picart Le Doux, in Présence et action de Max-Pol Fouchet, Château de Saint-Ouen, 1974
- « Soir », ill. Colette Maiffret, in Poésie murale, Rueil-Malmaison, 1973
- Edeltraut, la petite fiancée du vent, roman collectif sous la direction de James Krüss, sur une histoire de Z.K. Slabý (cs). Publié uniquement en tchèque et en allemand[r], 1971
- Le Chat orange, roman collectif sous la direction de Z.K. Slabý. Publié en tchèque[s], 1968
- « L'Homme » in Chants pour le Vietnam : 80 poètes de 28 pays, EFR, 1967, p. 56-57  — Dédié au poète Nguyen Din Thi (vi)
- « Ballade des droits civiques » in Guirlande d’Aragon privé de ses droits civiques, Tristan Tzara, Paul Éluard et al.[t], Éditions Réclame, Nanterre, 28 octobre 1949, ill. André Fougeron

## Filmographie, discographie

### Adaptations pour l'écran
- Les Coqs de minuit[50], film en trois épisodes, réalisé par Edouard Logereau, 1973, avec Claude Brosset, Jacques Dhery, Alain Mottet, Micheline Bourday, Fred Personne, Muse Dalbray, Nicole Desailly, Sébastien Floche, Louis Arbessier

### Participations
- La terre fleurira, film de Henri Aisner, 1954 (1 h 03)[51]
- Henri Barbusse (Série Les Hommes véritables), film de Jean Lods, 1955 (20 min) : texte du commentaire[52]

### Poèmes mis en musique
- On peut le dire avec une chanson[v] (musique : Lionel Cazaux) 1947
- Claude Vinci : Est-ce faux ou est-ce vrai ? (musique : Joël Holmès) sur l'album Demain-Octobre, CBS, 1967[53]
- Francesca Solleville : L'instituteur part pour le front (musique : Jean-Paul Roseau) sur l'album Le Visage de l’homme, Le Chant du Monde LDX 74550, 1974
- Compagnie René Bourdet : La Ronde des escargots (musique : Stéphane Velinsky) sur l'album Drôles de poèmes pour enfants sages, Macadam music, réédition 1978[w]
- Calin Calinou : Berceuse Blues et La Berceuse du Blé sur l'album Berceuses et chansons tendres, production Arc-en-Ciel, 1989
- Albums de Fonfrède et Becker
  - J’écoute, Je chante, Le Théâtre de l'image, 1990
  - Fonfrède et Becker chantent Pierre Gamarra : Chansons de ma façon (Chansons pour les petits), Le Théâtre de l’image, 1996
  - Les Aventuriers de l’alphabet : L’Abécédaire des animaux, livre-CD, Éditions Mango, 2002, graphisme d'Aurélia Grandin ; CD, Le Théâtre de l’image, 2008
  - Chanson du X in Mon ABCD des chansons traditionnelles, éditions Gründ, 2011
- Musique de Rudolf Schmidt-Wunstorf
  - Trois canards pour la Noël, 1981-1982, Répertoire choral des Écoles de la Ville de Paris, Éditions à Cœur Joie
  - Debout et Est-ce faux ? 1980-1981, Répertoire choral des Écoles de la Ville de Paris, Éditions à Cœur Joie
  - Impressions nocturnes : Une femme à la fontaine, Soir urbain, Voici Noël, collection « À voix égales » no 980, Éditions à Cœur Joie
  - Chanson donnée, collection « À voix égales » no 967, Éditions à Cœur Joie (Lyon) — [Liste en ligne avec le détail technique des morceaux]

### Entretiens dans des périodiques
- Vivre en Val-d’Oise, no 112, novembre-décembre 2008, propos recueillis par Dominique Laurent
- Revue de la faculté de littérature française de l'université du Tōhoku no 27, 2007 (Sendai, Japon)
- La Vie ouvrière, no 284, 6 août 1984, p. 14-16, p. 26, « L'invité de la semaine », propos recueillis par Serge Zeyons
- L'Humanité, 19 septembre 1983, « Contre les ghettos de la société et de la langue », propos recueillis par René Ballet

### Entretiens filmés
- La vie sera belle, documentaire de Jacques Capdecomme, 2015[54],[55],[56]

### Hommages
- « L’Occitan de langue française », L’Argenteuillais, hors-série, été 2011, Argenteuil[57], p. 42
- Revue Blagnac : Questions d’histoire no 38, novembre 2009 — Hommages par Jeannette Weidknnett et Michel Coulet
- Europe, no 966, octobre 2009  — Hommages par Charles Dobzynski, Michel Delon, Jean Métellus, Roger Bordier, Béatrice Didier, Raymond Jean, Bernard Chambaz, Michel Besnier, Marc Petit, Claude Sicard, Georges-Emmanuel Clancier, Henri Béhar, Gérard Noiret et Francis Combes
- Jacques Gaucheron, « Pierre Gamarra est parti pour nulle part… », Faites entrer l’infini, no 47, juin 2009
- Sur le site du CRILJ notice 04
- Hélène Boutié, « Hommage à Pierre Gamarra », Recueil de l'Académie de Montauban, tome IX (Année 2008-), p. 115-121
- « Hommage à Pierre Gamarra », Les Cahiers de la Lomagne (Los Quasèrns de la Lomanha), Gimat, Année 2009, no 15, p. 1, p. 16-29
- « Pierre Gamarra est mort », L’Humanité du 25 mai 2009[29]

### Numéros de revues spéciaux
- Poésie Première 29, 2004
- Poésie Première, hors-série « Tarn en Poésie 2003 avec Pierre Gamarra »

### Monographies
- María Josefa Marcos García, « Toulouse dans l’œuvre de Pierre Gamarra » (thèse de doctorat, faculté de philologie), Salamanque, université de Salamanque, 1989, 188 p. — publication de la thèse : 2021, Cahiers de La Lomagne, hors-série  (EAN 9782915942774)

### Ouvrages de référence
- Histoire de la poésie française : la poésie du vingtième siècle, tome 3 - Métamorphoses et Modernité, Robert Sabatier, Éditions Albin Michel, 1988  (ISBN 9782226299017), 795 p.
- Jacques Charpentreau (dir.) et Georges Jean (dir.), Dictionnaire des poètes et de la poésie, Gallimard, coll. « Folio Junior », 1983
- Guide de littérature pour la jeunesse, Marc Soriano, Flammarion, 1975
- Dictionnaire Maitron[5]
- Patrimoine littéraire européen : index général, dir. Jean-Claude Polet, De Boeck, 2000
- Encyclopædia Universalis[2]
- (en) « Pierre Gamarra », sur Encyclopædia Britannica